# La Borda
La Borda es un edificio residencial de Barcelona. 
Está situado en el barrio de La Bordeta, cercano al recinto Can Batlló.
Es un proyecto piloto para establecer cooperativas de vivienda. Es un edificio construido en madera. Son 28 viviendas en las que quienes allí viven no tienen la propiedad (que es de la cooperativa), las habitan en cesión de uso. El suelo es de propiedad pública municipal, cedido durante 75 años.También tienen espacios comunes como un patio central para facilitar la interacción entre sus vecinos.
Fue diseñado por la cooperativa de arquitectos Lacol.
El proyecto recibió el Premio Ciudad de Barcelona de 2018 en la categoría de arquitectura y urbanismo.También recibió el Premio Especial a la Innovación de los European Responsible Housing Awards (2019) y el Premio de Arquitectura Contemporánea de la Unión Europea Premio Mies van der Rohe (2022).En 2024 recibió el Premio Europeo de Vivienda Colectiva 